# Saison 7 d'Urgences
Chronologie
Saison 6 Saison 8
Cet article présente le guide des épisodes de la septième saison de la série télévisée Urgences (E.R.).
À noter, dans un but de clarification des personnages : il existe différents « grades » concernant les employés d'un hôpital, pour plus de précision consultez la section grades de l'article principal Urgences.
Cette saison est la seule de la série où il n'y a eu aucun changement au niveau de la distribution régulière (ce qui n'était même pas le cas lors de la saison 1).

## Distribution

### Acteurs principaux
- Anthony Edwards (VF : William Coryn) : Dr Mark Greene, urgentiste titulaire
- Eriq La Salle (VF : Thierry Desroses) : Dr Peter Benton, titulaire en chirurgie traumatologique
- Noah Wyle (VF : Eric Missoffe) : Dr John Carter, urgentiste résident de 4e année
- Laura Innes (VF : Stéphanie Murat) : Dr Kerry Weaver, urgentiste titulaire, chef des urgences
- Alex Kingston (VF : Catherine Privat) : Dr Elizabeth Corday, titulaire en chirurgie traumatologique, chef associée de la chirurgie
- Paul McCrane (VF : Marc Perez) : Dr Robert « La Flèche» Romano, titulaire en chirurgie générale, chef du personnel de l'hôpital, chef de la chirurgie
- Goran Višnjić (VF : Stéphane Ronchewski) : Dr Luka Kovac, urgentiste titulaire
- Michael Michele (VF : Sophie Baranes) : Dr Cleo Finch, résidente en pédiatrie de 3e année
- Erik Palladino (VF : Kris Bénard) : Dr Dave Malucci, urgentiste résident de 3e année
- Ming-Na (VF : Yumi Fujimori) : Dr Jing-Meï « Deb » Chen, urgentiste résidente de 4e année
- Maura Tierney (VF : Laura Blanc) : Abby Lockhart, externe (épisode 1) et infirmière surveillante

### Acteurs récurrents

#### Membres du personnel de l'hôpital
- John Aylward (VF : Michel Bedetti) : Dr Donald « Don » Anspaugh, titulaire en chirurgie générale, membre du conseil de l'hôpital
- Sam Anderson (VF : Jean-Claude Robbe) : Dr Jack Kayson, cardiologue titulaire, chef de la cardiologie, membre du conseil de l'hôpital
- Amy Aquino (VF : Denise Roland) : Dr Janet Coburn, gynécologue-obstétricienne titulaire
- John Doman : Dr Carl DeRaad, chef de la psychiatrie
- Elizabeth Mitchell (VF : Dominique Vallée) : Dr Kim Legaspy, psychiatre titulaire
- David Brisbin (nl) : Dr Alexander Babcock, anesthésiste
- Megan Cole : Dr Alice Upton, pathologiste
- Conni Marie Brazelton (VF : Barbara Delsol) : Connie Oligario, infirmière
- Ellen Crawford (VF : Anne Ludovik) : Lydia Wright, infirmière
- Deezer D (en) (VF : Martin Brieuc) : Malik McGrath, infirmier
- Yvette Freeman (VF : Maïté Monceau) : Haleh Adams, infirmière (dénommée Shirley Adams dans la version française)
- Lily Mariye (en) (VF : Catherine Artigala) : Lily Jarvik, infirmière
- Laura Cerón (VF : Colette Nucci) : Ethel « Chuny » Marquez, infirmière
- Gedde Watanabe : Yosh Takata, infirmier
- Kyle Richards : Dori, infirmière
- Lucy Rodriguez : Bjerke, infirmière
- Dinah Lenney (en) : Shirley, infirmière en chirurgie
- Meg Thalken (en) : Dee McManus, infirmière volante (secours par hélicoptère)
- Troy Evans (VF : Christian Peythieu) : Frank Martin, réceptionniste
- Kristin Minter (VF : Déborah Perret) : Miranda « Randi » Fronczak, réceptionniste
- Pamela Sinha : Amira, réceptionniste
- Emily Wagner (VF : Annabelle Roux) : Doris Pickman, secouriste
- Montae Russell (en) : Zadro White, secouriste
- Lynn A. Henderson (VF : Véronique Alycia) : Pamela Olbes, secouriste
- Brian Lester : Brian Dumar, secouriste
- Demetrius Navarro (en) : Morales, secouriste
- Michelle Bonilla : Christine Harms, secouriste
- Erica Gimpel : Adele Neuman, services sociaux

### Autres
- Christine Harnos (en) (VF : Nathalie Régnier) : Jennifer « Jenn » Simon, ex-femme de Mark Greene
- Chris Sarandon : Dr Burke, cancérologue de Mark Greene
- Khandi Alexander (VF : Maïk Darah) : Jackie Robbins, sœur de Peter Benton
- Lisa Nicole Carson (VF : Annie Milon) : Carla Reese, amie de Peter Benton
- Matthew Watkins : Reese Benton, fils de Peter Benton
- Andrew McFarlane : Jesse Robbins, neveu de Peter Benton
- Frances Sternhagen : Millicent Carter, grand-mère de John Carter
- Jonathan Scarfe : Chase Carter, cousin de John Carter
- Lourdes Benedicto : Rena Trujillo, petite-amie de John Carter
- Paul Freeman : Dr Charles Corday, père d'Elizabeth Corday
- Judy Parfitt : Isabelle Corday, mère d'Elizabeth Corday
- Sally Field (VF : Monique Thierry) : Maggie Wyczenski, mère d'Abby Lockhart
- Mark Valley (VF : Constantin Pappas) : Richard Lockhart, ex-mari d'Abby Lockhart
- Chad McKnight : officier Wilson, policier
- James Cromwell : évêque Stewart, patient récurrent
- Alan Dale : Al Patterson, patient victime d'Elizabeth Corday
- Toy Connor : Kynesha, protégée de Peter Benton

## Liste des épisodes

### Épisode 1:Dans la mêlée
- États-Unis : 12 octobre 2000 sur NBC

- Amy Aquino (Dr Janet Coburn)
- Troy Evans (Frank Martin)
- Yvette Freeman (Haley Adams)
- Lily Mariye (Lily Jarvik)
- Deezer D. (Malik)
- Emily Wagner (Doris Pickman)
- Lynn A Henderson (Pamela Olbes)
- Brian Lester (Dumar)
- Michelle Bonilla (Harms)
- Wentworth Miller (Mike Palmieri)
- Jeremy Kent Jackson (Jock)

### Épisode 2:Une mort digne
- États-Unis : 19 octobre 2000 sur NBC

- Amy Aquino (Dr Janet Coburn)
- Laura Ceron (Chuny Marquez)
- Connie Marie Brazelton (Connie Oligario)
- Gedde Watanabe (Yosh Takata)
- Kristin Minter (Randy Fronczak)
- Kyle Richards (Dori)
- Dinah Lenney (Shirley)
- Emily Wagner (Doris Pickman)
- Brian Lester (Dumar)
- Matthew Watkins (Reese Benton)

### Épisode 3:Science fiction
- États-Unis : 26 octobre 2000 sur NBC

- Elizabeth Mitchell (Dr Kim Legaspi)
- Khandi Alexander (Jackie Robbins)
- Ellen Crawford (Lydia Wright)
- Troy Evans (Frank Martin)
- Laura Ceron (Chuny Marquez)
- Lily Mariye (Lily Jarvik)
- Kyle Richards (Dori)
- Lynn A Henderson (Pamela Olbes)
- Brian Lester (Dumar)
- Demetrius Navarro (Morales)
- Michelle Bonilla (Harms)
- Matthew Watkins (Reese Benton)

### Épisode 4:La Chute de Benton
- États-Unis : 2 novembre 2000 sur NBC

- Elizabeth Mitchell (Dr Kim Legaspi)
- Khandi Alexander (Jackie Robbins)
- Frances Sternhagen (Millicent Carter)
- Troy Evans (Frank Martin)
- Yvette Freeman (Haley Adams)
- Lily Mariye (Lily Jarvik)
- Deezer D (Malik)
- Dinah Lenney (Shirley)
- Lisa Nicole Carson (Carla)
- Emily Wagner (Doris Pickman)
- Lynn A Henderson (Pamela Olbes)
- Matthew Watkins (Reese Benton)

### Épisode 5:Le Saut de l'ange
- États-Unis : 9 novembre 2000 sur NBC

- Laura Ceron (Chuny Marquez)
- Connie Marie Brazelton (Connie Oligario)
- Deezer D (Malik)
- Kristin Minter (Randy Fronczak)
- Emily Wagner (Doris Pickman)
- Megan Cole (Dr Upton)
- Joanna Miles (Mme Larson)

Alors que sa garde a commencé, Luka n'est toujours pas présent aux urgences et son absence risque de déstabiliser le service, d'autant plus que Kerry a une journée de repos et qu'il y a un afflux de patients ainsi que des traumas graves que les autres hôpitaux ne peuvent pas prendre. Personne ne sait où il est. Pour ne rien arranger, Mark est envoyé en hélicoptère dans l'Indiana rapatrier une personne en insuffisance cardiaque qui a besoin d'une greffe. C'est dans ce chaos indescriptible que Romano décide de confier à Peter la direction des urgences. Ce dernier est totalement dépassé par une fonction qui n'est pas la sienne. Carter est sollicité pour faire des points de suture à un jeune homme qui s'est blessé à la main. Un acte médical très banal. Il est appelé en aparté par la grand-mère du garçon qui lui apprend qu'il a le SIDA mais qu'il ignore totalement son état et qu'il croit que sa trithérapie qu'il prend ne sont que des simples vitamines. Sa mère qui est morte du virus l'a contaminé à sa naissance. Elle ne veut pas qu'on le lui dise mais Carter ignore cet avertissement et raconte toute la vérité au jeune garçon. Il lui demande s'il a une petite amie, ce qui est le cas, et qu'elle vienne faire le test. Celui-ci est malheureusement positif. Cette révélation va conduire le jeune homme à se jeter sous une voiture par désespoir. Il ne pourra pas être sauvé malgré les efforts des soignants et Carter est bouleversé. Kerry le ressent et lui propose de diner avec lui pour lui faire oublier ce drame.

### Épisode 6:La Visite
- États-Unis : 16 novembre 2000 sur NBC

- Elizabeth Mitchell (Dr Kim Legaspi)
- Sally Field (Maggie Wyczenski)
- Khandi Alexander (Jackie Robbins)
- Troy Evans (Frank Martin)
- Alan Dale (Al Patterson)
- Yvette Freeman (Haley Adams)
- Laura Ceron (Chuny Marquez)
- Deezer D (Malik)
- Dinah Lenney (Shirley)
- David Brisbin (Dr Alex Babcock)
- Monté Russell (Zadro White)
- Lynn A Henderson (Pamela Olbes)
- Megan Cole (Dr Upton)

### Épisode 7:Sauve-moi
- États-Unis : 23 novembre 2000 sur NBC

- Elizabeth Mitchell (Dr Kim Legaspi)
- Sally Field (Maggie Wyczenski)
- Khandi Alexander (Jackie Robbins)
- Ellen Crawford (Lydia Wright)
- Laura Ceron (Chuny Marquez)
- Connie Marie Brazelton (Connie Oligario)
- Kristin Minter (Randy Fronczak)
- Lynn A Henderson (Pamela Olbes)
- Matthew Watkins (Reese Benton)

Depuis la mort de son neveu, Peter reste le plus souvent possible auprès de sa soeur et ce faisant il néglige sa relation avec Cleo. Il a été pénalisé financièrement de son coup de poing sur Malucci. Ce soir c'est Thanksgiving et Jackie insiste pour que Peter reste avec sa compagne. Abby amène sa mère à la station de bus afin qu'elle rentre en Floride. Elle en a assez de sa présence. Alors qu'elle l'a déposé, elle est très désagréablement surprise de la voir rappliquer aux urgences. Elizabeth reçoit un courrier du tribunal : elle est poursuivie par Al Patterson pour faute professionnelle car à la suite de son intervention ratée il est en fauteuil roulant. Romano est furieux car il est également impliqué et pour l'hôpital c'est une très mauvaise publicité. Mark souffre toujours de ses migraines.

### Épisode 8:La Valse hésitation
- États-Unis : 7 décembre 2000 sur NBC

- Elizabeth Mitchell (Dr Kim Legaspi)
- Sally Field (Maggie Wyczenski)
- Ellen Crawford (Lydia Wright)
- Laura Ceron (Chuny Marquez)
- Kristin Minter (Randy Fronczak)
- Kyle Richards (Dori)
- Emily Wagner (Doris Pickman)
- Alan Dale (Al Patterson)

### Épisode 9:Le Plus Beau des cadeaux
- États-Unis : 14 décembre 2000 sur NBC

- Amy Aquino (Dr Janet Coburn)
- Elizabeth Mitchell (Dr Kim Legaspi)
- Yvette Freeman (Haley Adams)
- Lily Mariye (Lily Jarvik)
- Deezer D (Malik)
- Kristin Minter (Randy Fronczak)
- Kyle Richards (Dori)
- Pamela Sinha (Amira)
- Emily Wagner (Doris Pickman)
- Lynn A Henderson (Pamela Olbes)
- Demetrius Navarro (Morales)
- Mary Heins (Mary)
- Chris Sarandon (Dr Burke)

### Épisode 10:L'Esprit en morceaux
- États-Unis : 4 janvier 2001 sur NBC

- Jim Belushi (Dan Harris)
- Jared Padalecki (Paul Harris)
- Sam Anderson (Dr Kayson)
- Chris Sarandon (Dr Burke)
- Lily Mariye (Lily Jarvik)
- Deezer D (Malik)
- Kristin Minter (Randy Fronczak)
- Kyle Richards (Dori)
- Dinah Lenney (Shirley)
- David Brisbin (Dr Alex Babcock)
- Christine Harnos (Jennifer Simon)

### Épisode 11:Pierre, papier, ciseaux
- États-Unis : 11 janvier 2001 sur NBC

- James Cromwell (Monseigneur Stewart)
- Elizabeth Mitchell (Dr Kim Legaspi)
- Alan Dale (Al Patterson)
- Yvette Freeman (Haley Adams)
- Connie Marie Brazelton (Connie Oligario)
- Gedde Watanabe (Yosh Takata)
- Erica Gimpel (Adele Newman)
- Pamela Sinha (Amira)
- Emily Wagner (Doris Pickman)
- Lynn A Henderson (Pamela Olbes)
- Demetrius Navarro (Morales)
- Michelle Bonilla (Harms)
- David Brisbin (Dr Alex Babcock)

### Épisode 12:Reddition
- États-Unis : 1er février 2001 sur NBC

- Elizabeth Mitchell (Dr Kim Legaspi)
- Troy Evans (Frank Martin)
- Yvette Freeman (Haley Adams)
- Laura Ceron (Chuny Marquez)
- Lily Mariye (Lily Jarvik)
- Deezer D (Malik)
- David Brisbin (Dr Alex Babcock)
- Emily Wagner (Doris Pickman)
- Lynn A Henderson (Pamela Olbes)
- Demetrius Navarro (Morales)
- Michelle Bonilla (Harms)
- Tom Poston (Earl)

### Épisode 13:Que votre volonté soit faite
- États-Unis : 8 février 2001 sur NBC

- James Cromwell (Monseigneur Stewart)
- Yvette Freeman (Haley Adams)
- Laura Ceron (Chuny Marquez)
- Lily Mariye (Lily Jarvik)
- Kristin Minter (Randy Fronczak)
- Emily Wagner (Doris Pickman)
- Lynn A Henderson (Pamela Olbes)
- Demetrius Navarro (Morales)
- Josh Peck (Nick Stevens)

### Épisode 14:Promenade en forêt
- États-Unis : 15 février 2001 sur NBC

- James Cromwell (Monseigneur Stewart)
- Elizabeth Mitchell (Dr Kim Legaspi)
- Amy Aquino (Dr Janet Coburn)
- Troy Evans (Frank Martin)
- Laura Ceron (Chuny Marquez)
- Deezer D (Malik)
- Lynn A Henderson (Pamela Olbes)

### Épisode 15:Le Passage à niveau
- États-Unis : 22 février 2001 sur NBC

- James Cromwell (Monseigneur Stewart)
- Elizabeth Mitchell (Dr Kim Legaspi)
- Yvette Freeman (Haley Adams)
- Laura Ceron (Chuny Marquez)
- Lily Mariye (Lily Jarvik)
- Deezer D (Malik)
- Kristin Minter (Randy Fronczak)
- Dinah Lenney (Shirley)
- Emily Wagner (Doris Pickman)
- Lynn A Henderson (Pamela Olbes)
- Brian Lester (Dumar)
- Demetrius Navarro (Morales)
- Michelle Bonilla (Harms)
- Jeffrey Dean Morgan (Mitch Larkin), le pompier aux jambes écrasées
- Mary Heinss (Mary)
- Lourdes Benedito (Rena Trujillo)

### Épisode 16:La Chasse aux sorcières
- États-Unis : 1er mars 2001 sur NBC

- John Aylward (Dr Donald Anspaugh)
- Elizabeth Mitchell (Dr Kim Legaspi)
- Yvette Freeman (Haley Adams)
- Deezer D (Malik)
- David Brisbin (Dr Alex Babcock)
- Pamela Sinha (Amira)
- Michelle Bonilla (Harms)
- Lourdes Benedito (Rena Trujillo)

### Épisode 17:La Goutte d'eau
- États-Unis : 29 mars 2001 sur NBC

- Laura Ceron (Chuny Marquez)
- Deezer D (Malik)
- Kristin Minter (Randy Fronczak)
- Gedde Watanabe (Yosh Takata)
- Dinah Lenney (Shirley)
- Emily Wagner (Doris Pickman)
- Lynn A Henderson (Pamela Olbes)

### Épisode 18:Giboulées d'avril
- États-Unis : 19 avril 2001 sur NBC

- Paul Freeman (Charles Corday)
- Judy Parfitt (Isabelle Corday)
- Ellen Crawford (Lydia Wright)
- Yvette Freeman (Haley Adams)
- Lily Mariye (Lily Jarvik)
- Deezer D (Malik)
- Gedde Watanabe (Yosh Takata)
- Pamela Sinha (Amira)
- Emily Wagner (Doris Pickman)
- Lynn A Henderson (Pamela Olbes)
- Brian Lester (Dumar)
- Demetrius Navarro (Morales)
- Michelle Bonilla (Harms)

### Épisode 20:Promesse maintenue
- États-Unis : 3 mai 2001 sur NBC

- Elizabeth Mitchell (Dr Kim Legaspi)
- Sally Field (Maggie Wyczenski)
- John Doman (Dr Carl Deraad)
- Yvette Freeman (Haley Adams)
- Laura Ceron (Chuny Marquez)
- Lily Mariye (Lily Jarvik)
- Deezer D (Malik)
- Kristin Minter (Randy Fronczak)
- Gedde Watanabe (Yosh Takata)
- Dinah Lenney (Shirley)
- Pamela Sinha (Amira)
- Lisa Nicole Carson (Carla Simons)
- Emily Wagner (Doris Pickman)
- Lynn A Henderson (Pamela Olbes)
- Brian Lester (Dumar)
- Demetrius Navarro (Morales)
- Matthew Watkins (Reese Benton)
- Tom Poston (Earl)
- Sam Witwer (L'homme qui se fait sortir quand Abby est au tribunal)

### Épisode 21:Les Blessures du cœur
- États-Unis : 10 mai 2001 sur NBC

- Elizabeth Mitchell (Dr Kim Legaspi)
- Sally Field (Maggie Wyczenski)
- Ellen Crawford (Lydia Wright)
- Connie Marie Brazelton (Connie Oligario)
- Deezer D (Malik)
- Kristin Minter (Randy Fronczak)
- Lisa Nicole Carson (Carla Simons)
- Erica Gimpel (Adele Newman)
- Lynn A Henderson (Pamela Olbes)
- Brian Lester (Dumar)
- Michelle Bonilla (Harms)
- Matthew Watkins (Reese Benton)

### Épisode 22:Fureur
- États-Unis : 17 mai 2001 sur NBC

- Elizabeth Mitchell (Dr Kim Legaspi)
- Ellen Crawford (Lydia Wright)
- Troy Evans (Frank Martin)
- Yvette Freeman (Haley Adams)
- Laura Ceron (Chuny Marquez)
- Lily Mariye (Lily Jarvik)
- Erica Gimpel (Adele Newman)
- Megan Cole (Dr Upton)
- Emily Wagner (Doris Pickman)
- Lynn A Henderson (Pamela Olbes)
- Brian Lester (Dumar)
- Demetrius Navarro (Morales)
- Michelle Bonilla (Harms)
- Peter Onorati (Officier Napolitano)